# 14. октобар
14. октобар (14.10.) је 287. дан у години по грегоријанском календару (288. у преступној години). До краја године има још 78 дана.

## Догађаји
- 1066 — Војска Вилијама Освајача је поразила енглеску војску код Хејстингса и убила Харолда Годвинсона, последњег крунисаног англосаксонског краља Енглеске.
- 1322 — Војска шкотског краља Роберта I у бици код Биланда тешко поразила енглеске трупе краља Едварда II. Тај пораз присилио Енглеску да призна независност Шкотске.
- 1702 - Битка код Фридлингена током Рата за шпанско наслеђе. Француска војска извојевала је Пирову победу над војском Светог римског царства.
- 1806 — Наполеонове трупе победиле Прусе и Саксонце у биткама код Јене и Ауерштата. У наредних шест недеља Наполеон покорио Пруску.
- 1809 — Бечким миром Аустрија принуђена да Трст, део Хрватске и Далмације преда Наполеоновој Француској, Галицију Пољској и Русији, а дистрикт Ин Баварској.
- 1892 — Први трамвај у Београду
- 1912 — У Милвокију непознато лице пуцало у председника САД Теодора Рузвелта. Дебели капут и свежањ рукописа у унутрашњем џепу спречили да метак дође до тела.
- 1913 — У најтежој рударској несрећи у Уједињеном Краљевству, у руднику угља код Гламоргена у Велсу погинуло 439 рудара.
- 1933 — Нацистичка Немачка напустила Лигу народа и Конференцију о разоружању у Женеви.
- 1939 — Више од 800 британских морнара погинуло када је, на почетку Другог светског рата, немачка подморница „У 47“ упловила у британску ратну луку и торпедима потопила брод „Ројал оук“.
- 1941 — 
  - Немци у Другом светском рату стрељали око 6.000 цивила из Краљева и околине.
  - Истог дана стрељано 2.950 цивила у месту Драгинац код Лознице.
- 1944 — Британске и грчке снаге ослободиле Атину која је била под немачком окупацијом од априла 1941.
- 1947 — Током пробног лета америчког војног авиона на млазни погон, капетан Чарлс Јегер постао први човек који је пробио звучни зид.
- 1964 — Нобелову награду за мир добио амерички борац за људска права црнаца Мартин Лутер Кинг.
- 1973 — У Тајланду влада Танома Китикачорна приморана да поднесе оставку пошто је армија одбацила његов захтев да силом угуши студентске демонстрације.
- 1988 — Египћанин Нагиб Махфуз постао први арапски писац који је добио Нобелову награду за књижевност.
- 1994 — Нобелову награду за мир поделили премијер Израела Јицак Рабин, шеф израелске дипломатије Шимон Перес и вођа Палестинске ослободилачке организације Јасер Арафат.
- 2000 — Алија Изетбеговић, последњи ратни лидер на простору бивше Југославије, повукао се из Председништва Босне и Херцеговине. Заменио га Халид Гењац.
- 2001 — У нигеријском граду Кано убијено најмање 200 антиамеричких демонстраната који су два дана палили цркве, џамије и радње.
- 2012 — Феликс Баумгартнер успешно скочио на земљу из хелијумског балона из стратосфере у пројекту Ред Бул Стратос, са висине од 38.045 m, у току кога је поставио три светска рекорда у падобранству.
- 2014 — 
  - У снежној олуји и лавини на непалским Хималајима погинуло 43 људи.
  - На фудбалској утакмици између Србије и Албаније у квалификацијама за Европско првенство у фудбалу 2016 у Београду, избили су немири након што је на терен улетео дрон носећи заставу Велике Албаније.
- 2015 — У самоубилачком бомбашком нападу у Пакистану убијено најмање 7, а повређено 13 особа.
- 2017 — У бомбашком нападу камионом са експлозивом у Сомалији убијено 358 људи а повређено више од 400.

## Рођења
- 1257 — Пшемисл II, краљ Пољске. (прем. 1296)[1]
- 1404 — Марија Анжујска, краљица Француске. (прем. 1463)
- 1630 — Софија Хановерска, војвоткиња од Брауншвајга-Линебурга. (прем. 1714)[2]
- 1633 — Џејмс II Стјуарт, краљ Енглеске. (прем. 1701)
- 1644 — Вилијам Пен, енглески филозоф и предузетник. (прем. 1718)
- 1784 — Фернандо VII од Шпаније, краљ Шпаније. (прем. 1833)
- 1840 — Дмитриј Писарев, руски писац. (прем. 1868)
- 1871 — Александар фон Землински, аустријски композитор. (прем. 1942)[3]
- 1882 — Емон де Валера, ирски државник. (прем. 1975)
- 1890 — Двајт Д. Ајзенхауер, амерички генерал и државник. (прем. 1969)
- 1893 — Лилијан Гиш, америчка глумица. (прем. 1993)[4]
- 1906 — Хана Арент, немачка политичка теоретичарка и филозофкиња. (прем. 1975)[5]
- 1910 — Џон Вуден, амерички кошаркаш и кошаркашки тренер. (прем. 2010)[6]
- 1914 — Рејмонд Дејвис мл., амерички хемичар и физичар, добитник Нобелове награде за физику. (прем. 2006)
- 1919 — Драгослав Аврамовић, српски економиста, гувернер Народне банке Југославије и дописни члан САНУ. (прем. 2001)
- 1921 — Раде Марковић, српски глумац. (прем. 2010)
- 1926 — Драгослав Грбић, српски књижевник. (прем. 1983)[7]
- 1927 — Роџер Мур, енглески глумац. (прем. 2017)
- 1930 — Мобуту Сесе Секо, председник Заира. (прем. 1997)
- 1931 — Душко Гојковић, српски џез трубач, композитор и аранжер. (прем. 2023)
- 1934 — Љубомир Поповић, српски сликар. (прем. 2016)
- 1939 — Ралф Лорен, амерички модни дизајнер, филантроп и предузетник.
- 1940 — Клиф Ричард, енглески музичар и глумац.
- 1944 — Удо Кир, немачки глумац.
- 1946 — Франсоа Бозизе, политичар из Централноафричке Републике.
- 1959 — Ацо Петровић, српски кошаркашки тренер. (прем. 2014)
- 1967 — Савана Самсон, америчка порнографска глумица.
- 1969 — Виктор Онопко, руски фудбалер.
- 1972 — Аманда Ди, америчка порнографска глумица.
- 1974 — Џесика Дрејк, америчка порнографска глумица.
- 1974 — Виктор Ретлин, швајцарски атлетичар.
- 1975 — Флојд Ландис, амерички бициклиста.
- 1977 — Зоран Бановић, црногорски фудбалски голман.
- 1978 — Пол Хантер, енглески играч снукера. (прем. 2006)
- 1978 — Ашер, амерички музичар и глумац.
- 1980 — Бен Вишо, енглески глумац.[8]
- 1983 — Бети Хајдлер, немачка атлетичарка.
- 1985 — Иван Пернар, хрватски политичар.
- 1992 — Ахмед Муса, нигеријски фудбалер.
- 1996 — Мирослав Богосавац, српски фудбалер.

## Смрти
- 996 — Ел Азиз, фатимидски калиф. (рођ. 955)
- 1066 — Харолд II Енглески, енглески краљ. (рођ. 1022)
- 1092 — Низам ал-Мулк, персијски учењак. (рођ. 1018)
- 1631 — Софија Мекленбуршка, краљица Данске. (рођ. 1557)
- 1883 — Марија Трандафил српска добротворка, подигла је зграду за сиротиште у којој се данас налази седиште Матице српске. (рођ. 1816)
- 1944 — Ервин Ромел, немачки фелдмаршал. (рођ. 1891)
- 1944 — Марко Мурат, српски сликар. (рођ. 1864)
- 1958 — Даглас Мосон, аустралијски геолог. (рођ. 1882)
- 1959 — Ерол Флин, аустралијски глумац. (рођ. 1909)
- 1965 — Вилијам Хогенсон, амерички атлетичар. (рођ. 1884)
- 1976 — Идит Еванс, енглеска глумица. (рођ. 1888)
- 1977 — Хари Лилис Бинг Крозби, амерички певач и филмски глумац. (рођ. 1903)
- 1984 — Мартин Рајл, енглески радио астроном. (рођ. 1918)
- 1985 — Емил Гиљелс, совјетски пијаниста. (рођ. 1916)
- 1990 — Леонард Бернстајн, амерички пијанист, диригент и композитор. (рођ. 1918)
- 1996 — Исидор Папо, лекар и генерал. (рођ. 1913)
- 1999 — Џулијус Њерере, председник Танзаније. (рођ. 1922)
- 2010 — Беноа Манделброт, француски математичар. (рођ. 1924)
- 2015 — Матје Кереку, бенински политичар. (рођ. 1933)
- 2018 — Милена Дравић, југословенска и српска глумица. (рођ. 1940)
- 2018. — Патрик Бауман, швајцарски кошаркаш. (рођ. 1967)
- 2021 — Марко Живић, српски глумац. (рођ. 1972)

## Празници и дани сећања
- 1894 — У Београду, на линији Калемегдан-Славија, пуштен у саобраћај први трамвај на коњску вучу.